# Романські мови

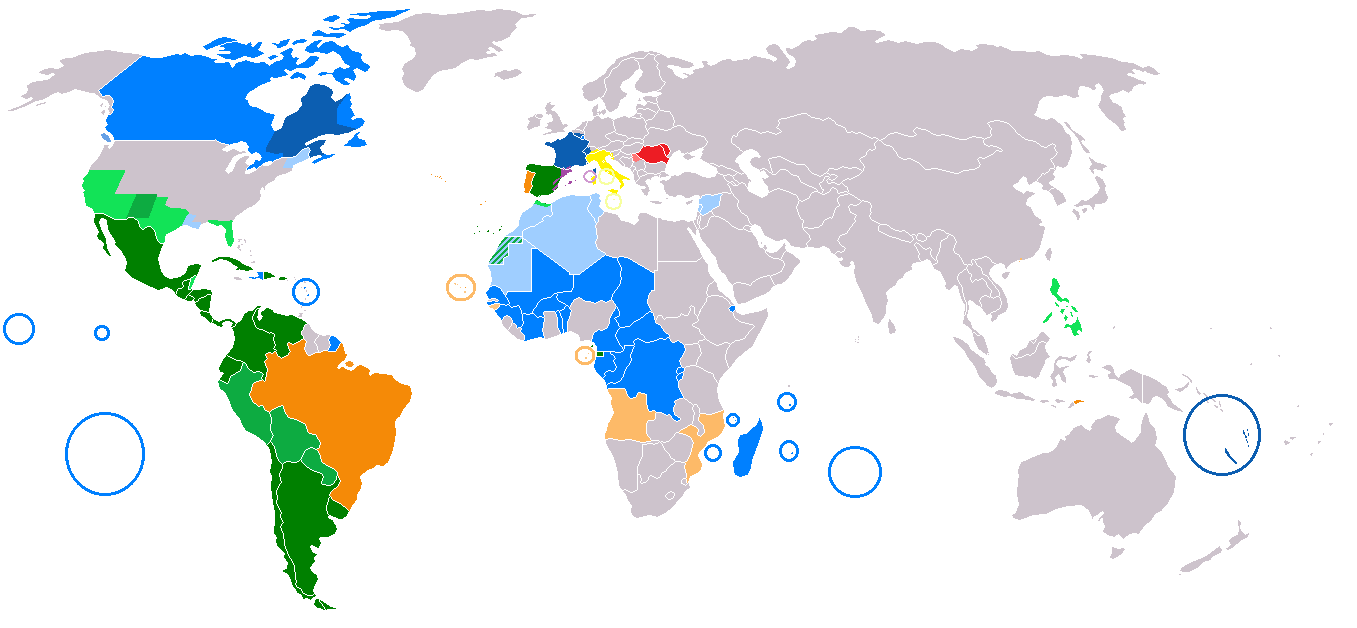
Розповсюдження романських мов у світі:
французька
іспанська
португальська
італійська
румунська

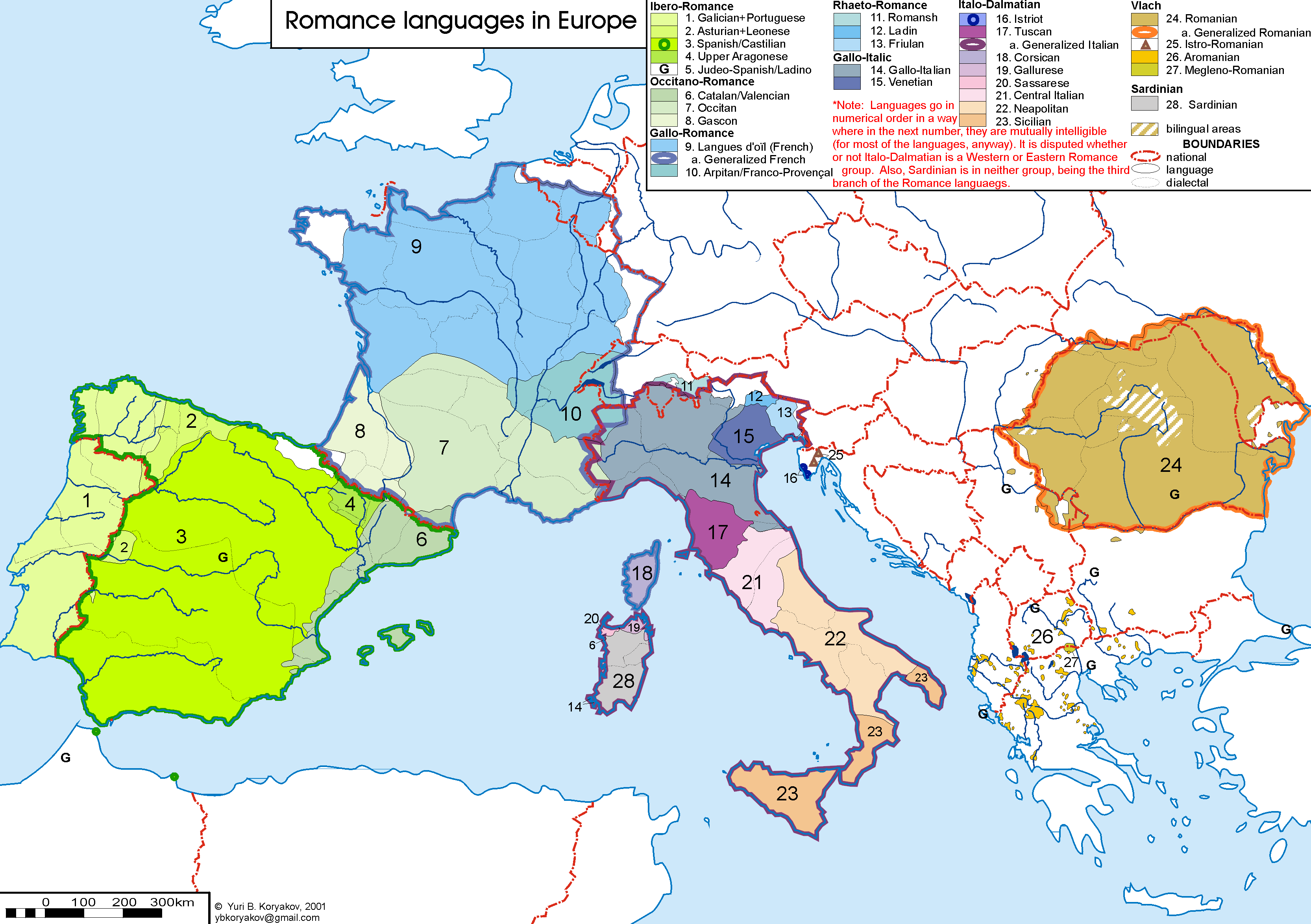
Поширення романських мов у Європі у ХХ столітті

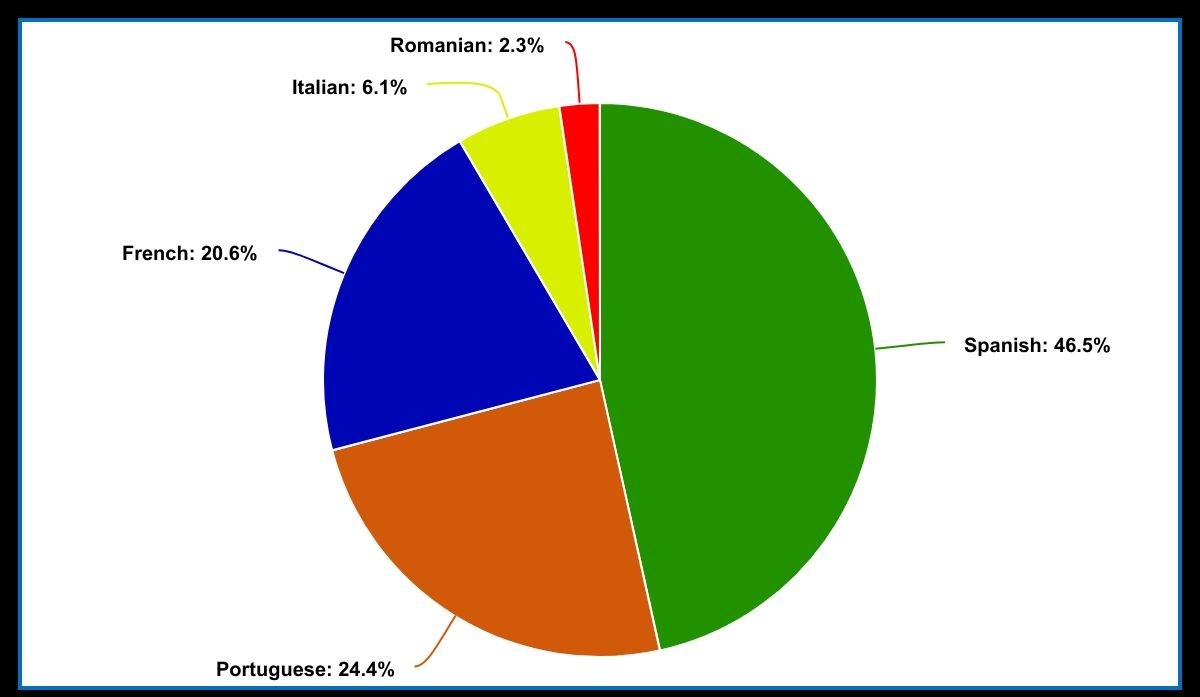
Частка носіїв 5 найбільших романських мов станом на 2024 рік

Рома́нські мо́ви — група мов і діалектів, що входять до індоєвропейської мовної родини і генетично висхідних до спільного предка  — латини. Наука, що вивчає романські мови, їх походження, розвиток, класифікацію, тощо називається романістика і є одним з підрозділів мовознавства (лінгвістика).
Термін «романські» походить від лат. romanus («притаманний Риму», згодом — «Римській імперії»). Це латинське слово в ранньому Середньовіччі означало народне мовлення, відмінне як від класичної латини, так і від германських та інших діалектів.
Загалом мовців у світі близько 1 млрд. Романські мови як державні чи офіційні вживають 66 країн (зокрема французьку — 30 країн, іспанську — 23 країни, португальську — 8, італійську — 4, румунську — 2 країни). Французька та іспанська є офіційними та робочими мовами Генеральної Асамблеї ООН. Ще декілька романських мов мають статус парціальної («часткової») мови у відповідних країнах: галісійська, каталанська та окситанська у формі аранської говірки в Іспанії, ретороманська у Швейцарії. Решта романських мов є мовами хатнього вжитку без особливого соціального статусу: окситанська у Франції, сард(ин)ська в Італії, аромунська — поза Румунією на Балканах.
Ядром формування романських мов є колишні землі Римської імперії навколо Середземного моря, де збереглося романське мовлення — це т. зв. «Стара Романія». Внаслідок колоніальної експансії у 16-19 ст. романські мови зазнали світового поширення («Нова Романія» або Латинська Америка та численні країни Африки).
Романські мови пов'язані поступовими переходами, що утруднює їхню класифікацію. Виділяють мови «суцільної Романії» (від португальської до італійської), які найповніше продовжують спільнороманський мовний тип (А. Алонсо, В. фон Вартбург). Їм протистоять, з одного боку, «внутрішня» мова — сардська з численними архаїчними рисами, а з іншого — «зовнішні» мови — французька, ретороманська, східнороманські із значними інноваціями та більшими впливами субстрату, адстрату, суперстрату (В. Гак).
Спільні риси звукової системи — 7 голосних, найповніше збережених в італійській мові (в окремих мовах є ще носові голосні, передні огублені та середні); групи латинських приголосних зазнали в них спрощення і перетворення. Романські мови — флективні з сильною тенденцією до аналітизму. Морфологічне вираження нерегулярне. Іменник має 2 числа, 2 роди, у балк.-романських 2 відмінки; є різноманітні форми артиклів. Займенники зберігають елементи відмінкової системи. Прикметник в цілому узгоджується з іменником. Дієслово має систему розвинених форм (бл. 50 простих і складні); є 4 способи і 16 часів, 2 стани, своєрідні неособові форми, з якими утворюються перифрази зі становим значенням. Порядок слів у реченні переважно SPO. Прикметник-означення звичайно іде після означеного. Словник успадкував в основному народний лексичний фонд, є чимало запозичень з кельтських, германських, у новіші часи з класичної латини та давньогрецької (через латину); в східнороманських — зі слов'янських мов. Письмо на латинській основі, письмові пам'ятки — від 10 ст.

## Запозичення до української мови
Внаслідок поширення в Середні віки в Україні латини як мови шкільного навчання чимало латинських слів проникло до загальнонародного словника: піст, пава, оцет, шавлія, аркуш, літера, кімната, коляда, мур, мурувати, гармата, тортури, тополя, черешня, м'ята, конвалія, пастернак, галушка, байстрюк, келих, бурса, студент, професор, ректор, шпаргалка, халтура; ще в праслов'янський період засвоєні: болото, свиня, вино, млин; в епоху Просвіти прийшли нові масові запозичення з латини: нуль, лекція, нація, апеляція, календар, операція, екзамен, канікули, казус, кодекс, статут, пропозиція, пропорція і численні інші. Усього з латини та її нащадків — романських мов — походить до чверті словникового складу сучасної української мови (приблизно стільки ж — у багатьох інших мовах Європи).
Внаслідок історичних контактів у 14-15 ст. з генуезькими портами в Криму до українського словника проникли: скринька, шкарбун, комора, комин, барило, пляшка, олія, керсетка, стрічка, ковдра, манатки, жупан, цапка, реманент, стайня, люстро, шабля, фати, руїни, мармур, кошт, бенкет, цвинтар, решта, цить!, крейда. Значно більше італізмів прийшло згодом: фронтон, макарони, фреска, малярія, рулон, балкон, салон, каса, банк, бандит, колір, мета, фортуна, шпигун, банкрут, капелюх, палац, фортеця, окуляри, газета, кар'єра, сопрано, маестро…
У приморських говірках зберігся ще чималий пласт італізмів генуезьких часів. Це така професійна лексика моряків та рибалок як: бунація «штиль», забунацало, тромонтан «півн. вітер», левант «схід. вітер», пунент «зах. вітер», вольти «повороти», пайоли, скалада, рашкетка, кавила, фунда, орца, бастуння, віра, майна тощо.
Через інші мови прийшли французькі запозичення: фасад, кабінет, бюро, квартира, готель, фотель, ресторан, пляж, перлина, душ, екран, пейзаж, пленер, бульвар, пальто, букет, бювет, роль, жест, шезлонг, костюм, одеколон, портрет, патріот, парфуми, перукар, рояль, берет, шовініст, турист, багаж, шантаж, макіяж, альбом, серйозний, солідний, мінеральний, натуральний і сотні інших.
Романська сусідка української мови — румунська мова стала джерелом таких українських слів як: кодра, царина, квасоля, бесаги, цап, ремиґати, бринза (частина цих слів вживана лише в українських діалектах навколо Карпат).
Зі свого боку до румунської мови прийшли такі українські слова як: draniță «драниця», hrișcă «гречка», cireadă «череда», cojoc «кожух», știucă «щука», crupi «крупи», iesle «ясла», tata «тато» й інші.

## Класифікація романських мов
Нижче подано класифікацію усіх романських мов та їхніх діалектів.
|             |             |             |             |                           |                           |                           |                           |                           |                           |                 |                 |                 |                 |             |             |                  |                  |                  |                  |                  |                  |                       |                       |                           |                           |                           |                           |                           |                           |                 |                 |                 |                 |            |            | Латина                   |                          |                          |                          |                          |                          |              |              |                 |                 |                 |                 |                 |                 |                 |                 |                 |                 |            |            |            |            |  |  |  |  |  |  |  |  |  |  |  |  |  |  |  |  |  |  |  |  |  |  |  |  |  |  |  |  |  |  |
|             |             |             |             |                           |                           |                           |                           |                           |                           |                 |                 |                 |                 |             |             |                  |                  |                  |                  |                  |                  |                       |                       |                           |                           |                           |                           |                           |                           |                 |                 |                 |                 |            |            |                          |                          |                          |                          |                          |                          |              |              |                 |                 |                 |                 |                 |                 |                 |                 |                 |                 |            |            |            |            |  |  |  |  |  |  |  |  |  |  |  |  |  |  |  |  |  |  |  |  |  |  |  |  |  |  |  |  |  |  |
|             |             |             |             |                           |                           |                           |                           |                           |                           |                 |                 |                 |                 |             |             |                  |                  |                  |                  |                  |                  |                       |                       |                           |                           |                           |                           |                           |                           |                 |                 |                 |                 |            |            |                          |                          |                          |                          |                          |                          |              |              |                 |                 |                 |                 |                 |                 |                 |                 |                 |                 |            |            |            |            |  |  |  |  |  |  |  |  |  |  |  |  |  |  |  |  |  |  |  |  |  |  |  |  |  |  |  |  |  |  |
|             |             |             |             |                           |                           |                           |                           |                           |                           |                 |                 |                 |                 |             |             |                  |                  |                  |                  |                  |                  |                       |                       |                           |                           |                           |                           | Класична латина           | Класична латина           | Класична латина | Класична латина | Класична латина | Класична латина |            |            | Народна латина           | Народна латина           | Народна латина           | Народна латина           | Народна латина           | Народна латина           |              |              | Церковна латина | Церковна латина | Церковна латина | Церковна латина | Церковна латина | Церковна латина |                 |                 |                 |                 |            |            |            |            |  |  |  |  |  |  |  |  |  |  |  |  |  |  |  |  |  |  |  |  |  |  |  |  |  |  |  |  |  |  |
|             |             |             |             |                           |                           |                           |                           |                           |                           |                 |                 |                 |                 |             |             |                  |                  |                  |                  |                  |                  |                       |                       |                           |                           |                           |                           | Класична латина           | Класична латина           | Класична латина | Класична латина | Класична латина | Класична латина |            |            | Народна латина           | Народна латина           | Народна латина           | Народна латина           | Народна латина           | Народна латина           |              |              | Церковна латина | Церковна латина | Церковна латина | Церковна латина | Церковна латина | Церковна латина |                 |                 |                 |                 |            |            |            |            |  |  |  |  |  |  |  |  |  |  |  |  |  |  |  |  |  |  |  |  |  |  |  |  |  |  |  |  |  |  |
|             |             |             |             |                           |                           |                           |                           |                           |                           |                 |                 |                 |                 |             |             |                  |                  |                  |                  |                  |                  |                       |                       |                           |                           |                           |                           |                           |                           |                 |                 |                 |                 |            |            |                          |                          |                          |                          |                          |                          |              |              |                 |                 |                 |                 |                 |                 |                 |                 |                 |                 |            |            |            |            |  |  |  |  |  |  |  |  |  |  |  |  |  |  |  |  |  |  |  |  |  |  |  |  |  |  |  |  |  |  |
|             |             |             |             |                           |                           |                           |                           |                           |                           |                 |                 |                 |                 |             |             |                  |                  |                  |                  |                  |                  | Африканська романська | Африканська романська | Африканська романська     | Африканська романська     | Африканська романська     | Африканська романська     |                           |                           |                 |                 |                 |                 |            |            | Континентальна романська | Континентальна романська | Континентальна романська | Континентальна романська | Континентальна романська | Континентальна романська |              |              |                 |                 | Сардинська мова | Сардинська мова | Сардинська мова | Сардинська мова | Сардинська мова | Сардинська мова |                 |                 |            |            |            |            |  |  |  |  |  |  |  |  |  |  |  |  |  |  |  |  |  |  |  |  |  |  |  |  |  |  |  |  |  |  |
|             |             |             |             |                           |                           |                           |                           |                           |                           |                 |                 |                 |                 |             |             |                  |                  |                  |                  |                  |                  | Африканська романська | Африканська романська | Африканська романська     | Африканська романська     | Африканська романська     | Африканська романська     |                           |                           |                 |                 |                 |                 |            |            | Континентальна романська | Континентальна романська | Континентальна романська | Континентальна романська | Континентальна романська | Континентальна романська |              |              |                 |                 | Сардинська мова | Сардинська мова | Сардинська мова | Сардинська мова | Сардинська мова | Сардинська мова |                 |                 |            |            |            |            |  |  |  |  |  |  |  |  |  |  |  |  |  |  |  |  |  |  |  |  |  |  |  |  |  |  |  |  |  |  |
|             |             |             |             |                           |                           |                           |                           |                           |                           |                 |                 |                 |                 |             |             |                  |                  |                  |                  |                  |                  |                       |                       |                           |                           |                           |                           |                           |                           |                 |                 |                 |                 |            |            |                          |                          |                          |                          |                          |                          |              |              |                 |                 |                 |                 |                 |                 |                 |                 |                 |                 |            |            |            |            |  |  |  |  |  |  |  |  |  |  |  |  |  |  |  |  |  |  |  |  |  |  |  |  |  |  |  |  |  |  |
|             |             |             |             |                           |                           |                           |                           |                           |                           |                 |                 |                 |                 |             |             |                  |                  |                  |                  |                  |                  |                       |                       | Італо-романські (західні) | Італо-романські (західні) | Італо-романські (західні) | Італо-романські (західні) | Італо-романські (західні) | Італо-романські (західні) |                 |                 |                 |                 |            |            |                          |                          |                          |                          |                          |                          |              |              |                 |                 |                 |                 | Східнороманські | Східнороманські | Східнороманські | Східнороманські | Східнороманські | Східнороманські |            |            |            |            |  |  |  |  |  |  |  |  |  |  |  |  |  |  |  |  |  |  |  |  |  |  |  |  |  |  |  |  |  |  |
|             |             |             |             |                           |                           |                           |                           |                           |                           |                 |                 |                 |                 |             |             |                  |                  |                  |                  |                  |                  |                       |                       | Італо-романські (західні) | Італо-романські (західні) | Італо-романські (західні) | Італо-романські (західні) | Італо-романські (західні) | Італо-романські (західні) |                 |                 |                 |                 |            |            |                          |                          |                          |                          |                          |                          |              |              |                 |                 |                 |                 | Східнороманські | Східнороманські | Східнороманські | Східнороманські | Східнороманські | Східнороманські |            |            |            |            |  |  |  |  |  |  |  |  |  |  |  |  |  |  |  |  |  |  |  |  |  |  |  |  |  |  |  |  |  |  |
|             |             |             |             |                           |                           |                           |                           |                           |                           |                 |                 |                 |                 |             |             |                  |                  |                  |                  |                  |                  |                       |                       |                           |                           |                           |                           |                           |                           |                 |                 |                 |                 |            |            |                          |                          |                          |                          |                          |                          |              |              |                 |                 |                 |                 |                 |                 |                 |                 |                 |                 |            |            |            |            |  |  |  |  |  |  |  |  |  |  |  |  |  |  |  |  |  |  |  |  |  |  |  |  |  |  |  |  |  |  |
|             |             |             |             |                           |                           |                           |                           |                           |                           |                 |                 |                 |                 |             |             | Західнороманські | Західнороманські | Західнороманські | Західнороманські | Західнороманські | Західнороманські |                       |                       |                           |                           |                           |                           |                           |                           |                 |                 |                 |                 |            |            | Італо-далматинські       | Італо-далматинські       | Італо-далматинські       | Італо-далматинські       | Італо-далматинські       | Італо-далматинські       |              |              |                 |                 |                 |                 | Дако-романські  | Дако-романські  | Дако-романські  | Дако-романські  | Дако-романські  | Дако-романські  |            |            |            |            |  |  |  |  |  |  |  |  |  |  |  |  |  |  |  |  |  |  |  |  |  |  |  |  |  |  |  |  |  |  |
|             |             |             |             |                           |                           |                           |                           |                           |                           |                 |                 |                 |                 |             |             | Західнороманські | Західнороманські | Західнороманські | Західнороманські | Західнороманські | Західнороманські |                       |                       |                           |                           |                           |                           |                           |                           |                 |                 |                 |                 |            |            | Італо-далматинські       | Італо-далматинські       | Італо-далматинські       | Італо-далматинські       | Італо-далматинські       | Італо-далматинські       |              |              |                 |                 |                 |                 | Дако-романські  | Дако-романські  | Дако-романські  | Дако-романські  | Дако-романські  | Дако-романські  |            |            |            |            |  |  |  |  |  |  |  |  |  |  |  |  |  |  |  |  |  |  |  |  |  |  |  |  |  |  |  |  |  |  |
|             |             |             |             |                           |                           |                           |                           |                           |                           |                 |                 |                 |                 |             |             |                  |                  |                  |                  |                  |                  |                       |                       |                           |                           |                           |                           |                           |                           |                 |                 |                 |                 |            |            |                          |                          |                          |                          |                          |                          |              |              |                 |                 |                 |                 |                 |                 |                 |                 |                 |                 |            |            |            |            |  |  |  |  |  |  |  |  |  |  |  |  |  |  |  |  |  |  |  |  |  |  |  |  |  |  |  |  |  |  |
|             |             |             |             |                           |                           |                           |                           | Іберо-романські           | Іберо-романські           | Іберо-романські | Іберо-романські | Іберо-романські | Іберо-романські |             |             |                  |                  |                  |                  |                  |                  |                       |                       | Галло-романські           | Галло-романські           | Галло-романські           | Галло-романські           | Галло-романські           | Галло-романські           |                 |                 | Італійська      | Італійська      | Італійська | Італійська | Італійська               | Італійська               |                          |                          | Далматинська             | Далматинська             | Далматинська | Далматинська | Далматинська    | Далматинська    |                 |                 | Проторумунська  | Проторумунська  | Проторумунська  | Проторумунська  | Проторумунська  | Проторумунська  |            |            |            |            |  |  |  |  |  |  |  |  |  |  |  |  |  |  |  |  |  |  |  |  |  |  |  |  |  |  |  |  |  |  |
|             |             |             |             |                           |                           |                           |                           | Іберо-романські           | Іберо-романські           | Іберо-романські | Іберо-романські | Іберо-романські | Іберо-романські |             |             |                  |                  |                  |                  |                  |                  |                       |                       | Галло-романські           | Галло-романські           | Галло-романські           | Галло-романські           | Галло-романські           | Галло-романські           |                 |                 | Італійська      | Італійська      | Італійська | Італійська | Італійська               | Італійська               |                          |                          | Далматинська             | Далматинська             | Далматинська | Далматинська | Далматинська    | Далматинська    |                 |                 | Проторумунська  | Проторумунська  | Проторумунська  | Проторумунська  | Проторумунська  | Проторумунська  |            |            |            |            |  |  |  |  |  |  |  |  |  |  |  |  |  |  |  |  |  |  |  |  |  |  |  |  |  |  |  |  |  |  |
|             |             |             |             |                           |                           |                           |                           |                           |                           |                 |                 |                 |                 |             |             |                  |                  |                  |                  |                  |                  |                       |                       |                           |                           |                           |                           |                           |                           |                 |                 |                 |                 |            |            |                          |                          |                          |                          |                          |                          |              |              |                 |                 |                 |                 |                 |                 |                 |                 |                 |                 |            |            |            |            |  |  |  |  |  |  |  |  |  |  |  |  |  |  |  |  |  |  |  |  |  |  |  |  |  |  |  |  |  |  |
|             |             |             |             | Галісійсько-португальська | Галісійсько-португальська | Галісійсько-португальська | Галісійсько-португальська | Галісійсько-португальська | Галісійсько-португальська | Мосарабська     | Мосарабська     | Мосарабська     | Мосарабська     | Мосарабська | Мосарабська | Іспанська        | Іспанська        | Іспанська        | Іспанська        | Іспанська        | Іспанська        |                       |                       | Окситано-романські        | Окситано-романські        | Окситано-романські        | Окситано-романські        | Окситано-романські        | Окситано-романські        | Французька      | Французька      | Французька      | Французька      | Французька | Французька | Галло-італійські         | Галло-італійські         | Галло-італійські         | Галло-італійські         | Галло-італійські         | Галло-італійські         |              |              | Румунська       | Румунська       | Румунська       | Румунська       | Румунська       | Румунська       |                 |                 | Арумунська      | Арумунська      | Арумунська | Арумунська | Арумунська | Арумунська |  |  |  |  |  |  |  |  |  |  |  |  |  |  |  |  |  |  |  |  |  |  |  |  |  |  |  |  |  |  |
|             |             |             |             | Галісійсько-португальська | Галісійсько-португальська | Галісійсько-португальська | Галісійсько-португальська | Галісійсько-португальська | Галісійсько-португальська | Мосарабська     | Мосарабська     | Мосарабська     | Мосарабська     | Мосарабська | Мосарабська | Іспанська        | Іспанська        | Іспанська        | Іспанська        | Іспанська        | Іспанська        |                       |                       | Окситано-романські        | Окситано-романські        | Окситано-романські        | Окситано-романські        | Окситано-романські        | Окситано-романські        | Французька      | Французька      | Французька      | Французька      | Французька | Французька | Галло-італійські         | Галло-італійські         | Галло-італійські         | Галло-італійські         | Галло-італійські         | Галло-італійські         |              |              | Румунська       | Румунська       | Румунська       | Румунська       | Румунська       | Румунська       |                 |                 | Арумунська      | Арумунська      | Арумунська | Арумунська | Арумунська | Арумунська |  |  |  |  |  |  |  |  |  |  |  |  |  |  |  |  |  |  |  |  |  |  |  |  |  |  |  |  |  |  |
|             |             |             |             |                           |                           |                           |                           |                           |                           |                 |                 |                 |                 |             |             |                  |                  |                  |                  |                  |                  |                       |                       |                           |                           |                           |                           |                           |                           |                 |                 |                 |                 |            |            |                          |                          |                          |                          |                          |                          |              |              |                 |                 |                 |                 |                 |                 |                 |                 |                 |                 |            |            |            |            |  |  |  |  |  |  |  |  |  |  |  |  |  |  |  |  |  |  |  |  |  |  |  |  |  |  |  |  |  |  |
| Галісійська | Галісійська | Галісійська | Галісійська | Галісійська               | Галісійська               |                           |                           | Португальська             | Португальська             | Португальська   | Португальська   | Португальська   | Португальська   |             |             |                  |                  | Каталонська      | Каталонська      | Каталонська      | Каталонська      | Каталонська           | Каталонська           |                           |                           | Окситанська               | Окситанська               | Окситанська               | Окситанська               | Окситанська     | Окситанська     |                 |                 |            |            |                          |                          |                          |                          |                          |                          |              |              |                 |                 |                 |                 |                 |                 |                 |                 |                 |                 |            |            |            |            |  |  |  |  |  |  |  |  |  |  |  |  |  |  |  |  |  |  |  |  |  |  |  |  |  |  |  |  |  |  |

| Італо-романська підгрупа    | Західноро-манська підгрупа      | Галло-іберійська підгрупа          | Окситано-романська підгрупа визнається не всіма мовознавцями | Окситано-романська підгрупа визнається не всіма мовознавцями | Окситано-романська підгрупа визнається не всіма мовознавцями                                                                       | Окситанська oc/oci (гасконський діалект gsc (вкл. аранську говірку); північні діалекти: лімузенський lms ▪ овернський auv ▪ віваро-альпійський; південні діалекти: ланґедокський lnc ▪ провансальський prv (вкл. говірку Ніцци) ▪ шуадит sdt) ▪ Каталанська ca/cat (східні діалекти: центральнокаталанський (вкл. субдіалекти: барселонський ▪ шіпелья ▪ таррагонський ▪ салат ▪ північний перехідний) ▪ північнокаталанський (русільйонський) (субдіалект: капсійський) ▪ балеарський (мальоркський) ▪ алґерський; західні діалекти: північно-західний (вкл. субдіалекти: рібагорський ▪ пальяський ▪ льєйдський) ▪ північноваленсійський (ебрський) (вкл. субдіалекти: валенсійський перехідний (каталанський туртозький) ▪ кастельйоський (власне північноваленсійський)) ▪ валенсійський (вкл. стандарт AVL не затвердж. ca-valencia/val ▪ апічат ▪ південноваленсійський ▪ алаканський ▪ мальоркський у муніципалітетах Тарбена та Ла-Валь-де-Ґалінера) |
| Італо-романська підгрупа    | Західноро-манська підгрупа      | Галло-іберійська підгрупа          | Галло-італійська підгрупа                                    | Ломбардські мови                                             | Ломбардські мови | Західноломбардська lmo (діалекти: альпійський ломбардський ▪ західний ломбардський передальпійський ▪ західний нижньо-ломбардський ▪ міланський) ▪ Східноломбардська lmo (діалекти: район м. Барґамо ▪ район м. Брешія) ▪ Галло-сікулійські діалекти (Сицилія) |
| Італо-романська підгрупа    | Західноро-манська підгрупа      | Галло-іберійська підгрупа          | Галло-італійська підгрупа                                    | Лігурійська мова                                             | Лігурійська мова | Лігурійська lij (діалекти: монегаський ▪ генуезький) |
| Італо-романська підгрупа    | Західноро-манська підгрупа      | Галло-іберійська підгрупа          | Галло-італійська підгрупа                                    | Інші галло-італійські мови                                   | Інші галло-італійські мови | П'ємонтська pms та юдео-п'ємонтська ▪ Еміліано-романьйольська eml (діалекти: еміліанський (вкл. говірку м. Болонья) ▪ романьйольський) |
| Італо-романська підгрупа    | Західноро-манська підгрупа      | Галло-іберійська підгрупа          | Іберо-романська підгрупа                                     | Західноібе-рійська підгрупа                                  | Галісійсько-португальська мова | Португальська pt/por (діалекти Португалії: південні та центральні (вкл. Азорські о-ви ▪ діалект м. Лісабон) ▪ північні ▪ барранкеньйо; діалекти Бразилії: північні ▪ південні ▪ діалекти Уругваю; діалекти інших країн: Африка (країни ПАЛОР) ▪ Макао ▪ Східний Тимор) ▪ Галісійська (діалекти: східний ▪ центральний ▪ західний) ▪ Креольські на основі португальської: корлайська vkp ▪ малакканська (Індонезія) mcm |
| Італо-романська підгрупа    | Західноро-манська підгрупа      | Галло-іберійська підгрупа          | Іберо-романська підгрупа                                     | Західноібе-рійська підгрупа                                  | Іспанська мова | Іспанська es/spa (вкл. стандартну або нейтральну іспанську; північні діалекти: арагонський ▪ кастильський; південні діалекти: ла-манчський ▪ естремадурський ▪ мурсійський ▪ андалузький ▪ діалект Канарських о-вів; латино-американські варіанти: карибський ▪ південно-американський тихоокеанський ▪ центральноамериканський ▪ аргентинсько-уругвайсько-парагвайський ▪ високогірний латино-американський (вкл. північноамериканський: Мексика ▪ США); варіанти мови на інших континентах: Марокко ▪ Екваторіальна Ґвінея ▪ Філіппіни) ▪ Ладіно |
| Італо-романська підгрупа    | Західноро-манська підгрупа      | Галло-іберійська підгрупа          | Іберо-романська підгрупа                                     | Західноібе-рійська підгрупа                                  | Леонсько-астур. підгрупа | Астурійська ast (діалекти: західний ▪ центральний ▪ східний ▪ кантабрійський ▪ монтаньєзький) ▪ Леонська ▪ Мірандська mwl ▪ Естремадурська ext |
| Італо-романська підгрупа    | Західноро-манська підгрупа      | Галло-іберійська підгрупа          | Іберо-романська підгрупа                                     | Східноіберійська підгрупа                                    | Східноіберійська підгрупа | Каталанська ca/cat (східноіберійська підгрупа або окситано-романська підгрупа) ▪ Окситанська oc/oci (східноіберійська підгрупа або окситано-романська підгрупа) |
| Італо-романська підгрупа    | Західноро-манська підгрупа      | Галло-іберійська підгрупа          | Галло-романська підгрупа                                     | Мова ойл                                                     | Мова ойл | Французька fr/fre/fra (варіанти мови у Франції: стандартна європейська французька ▪ розмовна Півдня Франції ▪ розмовна Ельзасу ▪ розмовна Бретані ▪ розмовна Корсики ▪ розмовна Ліону та Ліоне ▪ розмовна Савойї ▪ розмовна Марселя; Бельгія (Валлонія та Брюссель); Швейцарія; Люксембург; Італія (Вале-д'Аоста); Канада та США: стандартна французька Квебеку ▪ жуаль ▪ Онтаріо ▪ Луїзіана (акадійська) frc; Гаїті; Африка та Близький Схід: Магриб ▪ Африка південніше Сахари ▪ Ліван ▪ Індокитай (В'єтнам ▪ Лаос ▪ Камбоджа) ▪ Французька Ґвіана ▪ Нова Каледонія) ▪ Креольські мови на основі французької (мова Гаїті ht/hat ▪ мова Сан-Мігелю scf ▪ мова Реюньйону rcf ▪ креольська мова Луїзіани lou ▪ каріпуна (Центральна Америка) kmv ▪ мова Гвіани gcr ▪ мова Гваделупи gcf ▪ сеселва (мова Сейшельських о-вів) crs ▪ мова Сент-Люсії acf) ▪ Мова ойл (бургундська ▪ говірка Франш-Конте ▪ лотарінгська ▪ шампанська ▪ говірка Бурбоне ▪ говірка Беррі ▪ говірка Пуату ▪ галло ▪ нормандська ▪ джерсійська говірка ▪ піккардська ▪ валлонська мова wa/wln) |
| Італо-романська підгрупа    | Західноро-манська підгрупа      | Галло-іберійська підгрупа          | Галло-романська підгрупа                                     | Франко-провансальська мова                                   | Франко-провансальська мова | Арпітанська (франко-провансальська) frp (діалекти: ліонський ▪ діалект Дофіне ▪ савойський ▪ діалект Франш-Конте ▪ діалект Во ▪ діалект Вальдотен ▪ фаетарський ▪ п'ємонтський) |
| Італо-романська підгрупа    | Західноро-манська підгрупа      | Галло-іберійська підгрупа          | Венеційські мови                                             | Венеційські мови                                             | Венеційська vec (діалекти: центральний ▪ східний або узбережний ▪ західний ▪ північно-центральний ▪ північний) ▪ Істро-венеційська | |
| Італо-романська підгрупа    | Західноро-манська підгрупа      | Рето-романська підгрупа            | Рето-романська підгрупа                                      | Рето-романська підгрупа                                      | Рето-романська підгрупа | Ретороманська rm/roh (рейнські діалекти ▪ ладінські діалекти) ▪ Ладінська (Італія) lld ▪ Фріульська fur (діалекти: центральний ▪ північний ▪ південно-східний ▪ західний) |
| Італо-романська підгрупа    | Західноро-манська підгрупа      | Піреней-сько-мозараб-ська підгрупа | Піренейська підгрупа                                         | Піренейська підгрупа                                         | Піренейська підгрупа | Арагонська an/arg (діалекти: південний ▪ східний ▪ західний ▪ центральний) |
| Італо-романська підгрупа    | Західноро-манська підгрупа      | Піреней-сько-мозараб-ська підгрупа | †Мозарабська підгрупа                                        | †Мозарабська підгрупа                                        | †Мозарабська підгрупа | †Мозарабська mxi |
| Італо-романська підгрупа    | Італо-далматинська підгрупа     | Італо-далматинська підгрупа        | Італо-далматинська підгрупа                                  | Італо-далматинська підгрупа                                  | Італо-далматинська підгрупа | Італійська ita (діалекти: тосканський ▪ центральноіталійський) ▪ Неаполітанська / ннапулітано nap (діалекти: маркільяно мерідіонале ▪ молізано ▪ пулієзе ▪ кампано ▪ лукано) ▪ Сицилійська scn ▪ Істрійська ▪ Юдео-італійська ▪ †Далматинська dlm (діалекти: рагузький ▪ вельйотський) ▪ Корсиканська cos (італо-далматинська підгрупа або південнороманська підгрупа) |
| Східноро-манська підгрупа   | Румунська (дако-румунська) мова | Румунська (дако-румунська) мова    | Румунська (дако-румунська) мова                              | Румунська (дако-румунська) мова                              | Румунська (дако-румунська) мова | Румунська rum/ron (північні діалекти: банатський ▪ марамуреський ▪ молдовський скасов. mol ▪ трансильванський; південні діалекти: мунтенський ▪ олтенський) |
| Східноро-манська підгрупа   | Інші східнороманські мови       | Інші східнороманські мови          | Інші східнороманські мови                                    | Інші східнороманські мови                                    | Інші східнороманські мови | Арумунська rup (діалекти: москопольський ▪ ґрамустянський ▪ фаршеротські ▪ бітольський ▪ струґський ▪ вардарський) ▪ Меглено-румунська ruq ▪ Істро-румунська ruo |
| Південно-романська підгрупа | Сардська мова                   | Сардська мова                      | Сардська мова                                                | Сардська мова                                                | Сардська мова | Сардська srd (діалекти: північний лоґудорезький src ▪ центральний нуорезький ▪ південний кампіданезький sro) |
| Південно-романська підгрупа | Інші південнороманські мови     | Інші південнороманські мови        | Інші південнороманські мови                                  | Інші південнороманські мови                                  | Інші південнороманські мови | Сассарська sdc (або діалект корсиканської) ▪ Корсиканська cos (діалекти олтрамонтано: корсо-галурезький sdn та сартенський ▪ сассарський sdc або окрема мова; перехідний діалект (вкл. м. Аяччо); діалекти сісмонтано: північний ▪ діалект крайньої півночі ▪ капрайський) |